# Calcarius
Calcarius – rodzaj ptaków z rodziny poświerek (Calcariidae).

## Występowanie
Rodzaj obejmuje gatunki występujące w Eurazji i Ameryce Północnej.

## Morfologia
Długość ciała 14–17 cm, masa ciała 17–35 g.

## Systematyka

### Etymologia
Nazwa rodzajowa pochodzi od łacińskiego słowa calcaria – „ostrogi” (calcar, calcaris – „ostroga” (calx, calcis – „pięta”)).

### Gatunek typowy
Fringilla lapponica Linnaeus

### Podział systematyczny
Badania filogenetyczne wykazały, że należąca wcześniej do tego taksonu poświerka preriowa jest bliżej spokrewniona z gatunkami z Plectrophenax i została umieszczona w monotypowym rodzaju Rhynchophanes. Do rodzaju Calcarius należą następujące gatunki:
- Calcarius lapponicus (Linnaeus, 1758) – poświerka zwyczajna
- Calcarius ornatus (Townsend,JK, 1837) – poświerka czarnobrzucha
- Calcarius pictus (Swainson, 1832) – poświerka płowa